# 幸田国広
幸田 国広（こうだ くにひろ、1967年 - ）は、日本の教育学者。専門は国語教育史。早稲田大学教育学部国語国文学科教授。国語教育史学会運営委員長。

## 人物・経歴
東京都生まれ。法政大学文学部日本文学科卒業後、法政大学第二中・高等学校教諭を経て、2008年早稲田大学大学院教育学研究科博士後期課程修了、博士（教育学）。東洋大学文学部教育学科准教授を経て、早稲田大学教育・総合科学学術院教育学部国語国文学科教授。専門は国語教育史で、国語教育史学会運営委員長も務めた。

## 著作
- 『高等学校国語科の教科構造 : 戦後半世紀の展開』渓水社 2011年
- 『国語教育は文学をどう扱ってきたのか』大修館書店 2021年

### 編著
- 『教職エッセンシャル : 学び続ける教師をめざす実践演習』（山崎準二, 藤本典裕と共編著）学文社 2013年
- 『変わる！高校国語の新しい理論と実践 : 「資質・能力」の確実な育成をめざして』（大滝一登と共編著）大修館書店 2016年
- 『新科目編成とこれからの授業づくり』（町田守弘, 山下直, 高山実佐, 浅田孝紀と共編著）東洋館出版社 2018年
- 『新時代の大学入試国語記述式問題への対応 : 10の問題例とその解説』教育出版 2019年
- 『高校国語〈比べ読みの力〉を育む実践アイデア : 思考ツールで比べる・重ねる・関連付ける』大修館書店 2023年

### 編集
- 『探究学習 : ことばの授業づくりハンドブック : 授業実践史をふまえて』渓水社 2020年

### 放送
- NHK高校講座「国語表現1」（講師）[1]